# S-Bahn de Styrie

Plan de réseau

Le S-Bahn de Styrie (en allemand : S-Bahn Steiermark) est un réseau express régional desservant la région métropolitaine de Graz en Autriche. Il est exploité par la société fédérale ÖBB, et dans une moindre mesure par la société d'État StLB et la société par actions Graz-Köflacher Bahn.